# Svezia ai XXI Giochi olimpici invernali
La Svezia ha partecipato ai XXI Giochi olimpici invernali di Vancouver, che si sono svolti dal 12 al 28 febbraio 2010, con una delegazione di 106 atleti.

## Medaglie
| Sport        | Oro | Argento | Bronzo | Totale |
| ------------ | --- | ------- | ------ | ------ |
| Sci di fondo | 3   | 2       | 2      | 7      |
| Biathlon     | 1   | 0       | 0      | 1      |
| Curling      | 1   | 0       | 0      | 1      |
| Sci alpino   | 0   | 0       | 2      | 2      |
| Totale       | 5   | 2       | 4      | 11     |

| Medaglia | Nome                                                                   | Sport        | Evento                               |
| -------- | ---------------------------------------------------------------------- | ------------ | ------------------------------------ |
| Oro      | Björn Ferry                                                            | Biathlon     | 12,5 km inseguimento maschile        |
| Oro      | Anette Norberg Eva Lund Cathrine Lindahl Anna Le Moine Kajsa Bergström | Curling      | Torneo femminile                     |
| Oro      | Marcus Hellner                                                         | Sci di fondo | 30 km a inseguimento maschile        |
| Oro      | Daniel Richardsson Johan Olsson Anders Södergren Marcus Hellner        | Sci di fondo | Staffetta 4x10 km maschile           |
| Oro      | Charlotte Kalla                                                        | Sci di fondo | 10 km a tecnica libera femminile     |
| Argento  | Anna Haag                                                              | Sci di fondo | 15 km a inseguimento femminile       |
| Argento  | Charlotte Kalla Anna Haag                                              | Sci di fondo | Sprint di squadra femminile          |
| Bronzo   | André Myhrer                                                           | Sci alpino   | Slalom speciale maschile             |
| Bronzo   | Anja Pärson                                                            | Sci alpino   | Supercombinata femminile             |
| Bronzo   | Johan Olsson                                                           | Sci di fondo | 30 km a inseguimento maschile        |
| Bronzo   | Johan Olsson                                                           | Sci di fondo | 50 km con partenza in linea maschile |

## Biathlon
| Gara                    | Atleta                                                           | Penalità    | Tempo d'arrivo | Posizione |
| ----------------------- | ---------------------------------------------------------------- | ----------- | -------------- | --------- |
| 10 km sprint            | Carl Johan Bergman                                               | 2 (1+1)     | 26'41"7        | 42        |
| 10 km sprint            | Björn Ferry                                                      | 0 (0+0)     | 25'20"0        | 8         |
| 10 km sprint            | Magnus Jonsson                                                   | 3 (0+3)     | 28'29"2        | 79        |
| 10 km sprint            | Fredrik Lindström                                                | 1 (1+0)     | 26'33"3        | 38        |
| 12,5 km inseguimento    | Carl Johan Bergman                                               | 1 (0+1+0+0) | 35'14"6        | 19        |
| 12,5 km inseguimento    | Björn Ferry                                                      | 1 (0+0+0+1) | 33'38"4        |           |
| 12,5 km inseguimento    | Fredrik Lindström                                                | 4 (0+1+1+2) | 36'25"5        | 33        |
| 15 km partenza in linea | Björn Ferry                                                      | 2 (0+0+0+2) | 36'13"3        | 12        |
| 20 km individuale       | Carl Johan Bergman                                               | 5 (2+1+0+2) | 54'44"1        | 61        |
| 20 km individuale       | Björn Ferry                                                      | 5 (1+0+3+1) | 53'16"7        | 42        |
| 20 km individuale       | Fredrik Lindström                                                | 4 (1+2+0+1) | 57'29"8        | 77        |
| 20 km individuale       | Mattias Nilsson                                                  | 3 (1+1+0+1) | 52'50"1        | 34        |
| Staffetta 4x7,5 km      | Fredrik Lindström Carl Johan Bergman Mattias Nilsson Björn Ferry | 0+3 1+7     | 1h 23'02"0     | 4         |

| Gara                      | Atleta                                                                 | Penalità    | Tempo d'arrivo | Posizione |
| ------------------------- | ---------------------------------------------------------------------- | ----------- | -------------- | --------- |
| 7,5 km sprint             | Sofia Domeij                                                           | 1 (0+1)     | 21'55"0        | 41        |
| 7,5 km sprint             | Helena Ekholm                                                          | 0 (0+0)     | 20'42"5        | 12        |
| 7,5 km sprint             | Anna Maria Nilsson                                                     | 0 (0+0)     | 20'45"5        | 16        |
| 7,5 km sprint             | Anna Carin Olofsson                                                    | 1 (1+0)     | 20'53"5        | 20        |
| 10 km inseguimento        | Sofia Domeij                                                           | 2 (1+0+0+1) | 34'23"8        | 41        |
| 10 km inseguimento        | Helena Ekholm                                                          | 2 (0+0+2+0) | 31'53"8        | 14        |
| 10 km inseguimento        | Anna Maria Nilsson                                                     | 6 (1+2+2+1) | 35'16"9        | 47        |
| 10 km inseguimento        | Anna Carin Olofsson                                                    | 1 (1+0+0+0) | 30'55"4        | 4         |
| 12,5 km partenza in linea | Helena Ekholm                                                          | 2 (1+1+0+0) | 36'15"9        | 10        |
| 12,5 km partenza in linea | Anna Maria Nilsson                                                     | 4 (1+1+1+1) | 39'05"8        | 28        |
| 12,5 km partenza in linea | Anna Carin Olofsson                                                    | 4 (1+1+1+1) | 36'22"9        | 13        |
| 15 km individuale         | Elisabeth Högberg                                                      | 4 (1+1+0+2) | 49'46"5        | 77        |
| 15 km individuale         | Helena Ekholm                                                          | 4 (1+2+0+1) | 45'52"9        | 49        |
| 15 km individuale         | Anna Maria Nilsson                                                     | 1 (1+0+0+0) | 43'44"0        | 24        |
| 15 km individuale         | Anna Carin Olofsson                                                    | 2 (1+0+0+1) | 43'12"1        | 17        |
| Staffetta 4x6 km          | Elisabeth Högberg Anna Carin Olofsson Anna Maria Nilsson Helena Ekholm | 0+2 0+1     | 1h 10'47"2     | 5         |

## Curling

### Torneo maschile
La squadra è stata composta da:
- Niklas Edin (skip)
- Sebastian Kraupp (third)
- Fredrik Lindberg (second)
- Viktor Kjäll (lead)
- Oskar Eriksson (alternate)

#### Prima fase
| Sessione  | Squadre     | Finale | 1 | 2 | 3 | 4 | 5 | 6 | 7 | 8 | 9 | 10 | 11 |
| --------- | ----------- | ------ | - | - | - | - | - | - | - | - | - | -- | -- |
| 1         | Regno Unito | 4      | 0 | 1 | 0 | 0 | 0 | 0 | 1 | 0 | 2 | 0  |    |
| 1         | Svezia      | 6      | 0 | 0 | 2 | 0 | 0 | 1 | 0 | 2 | 0 | 1  |    |
| 3         | Germania    | 3      | 1 | 0 | 0 | 1 | 1 | 0 | 0 | 0 | 0 | 0  |    |
| 3         | Svezia      | 6      | 0 | 0 | 2 | 0 | 0 | 1 | 0 | 1 | 0 | 2  |    |
| 4         | Canada      | 7      | 2 | 0 | 0 | 0 | 3 | 1 | 0 | 0 | 1 | X  |    |
| 4         | Svezia      | 3      | 0 | 0 | 0 | 1 | 0 | 0 | 1 | 1 | 0 | X  |    |
| 5         | Svezia      | 6      | 0 | 1 | 0 | 0 | 0 | 2 | 0 | 1 | 1 | 0  | 1  |
| 5         | Cina        | 5      | 1 | 0 | 1 | 1 | 0 | 0 | 1 | 0 | 0 | 1  | 0  |
| 7         | Svezia      | 7      | 0 | 0 | 1 | 0 | 2 | 0 | 3 | 0 | 0 | 1  | 0  |
| 7         | Stati Uniti | 8      | 1 | 1 | 0 | 2 | 0 | 1 | 0 | 0 | 2 | 0  | 1  |
| 8         | Svezia      | 4      | 1 | 0 | 2 | 0 | 0 | 0 | 1 | 0 | 0 | 0  |    |
| 8         | Francia     | 5      | 0 | 2 | 0 | 0 | 0 | 0 | 0 | 0 | 2 | 1  |    |
| 9         | Norvegia    | 7      | 2 | 0 | 0 | 2 | 0 | 2 | 0 | 1 | 0 | 0  |    |
| 9         | Svezia      | 8      | 0 | 3 | 0 | 0 | 1 | 0 | 2 | 0 | 1 | 1  |    |
| 10        | Svizzera    | 7      | 1 | 1 | 0 | 2 | 0 | 0 | 0 | 0 | 3 | X  |    |
| 10        | Svezia      | 3      | 0 | 0 | 2 | 0 | 0 | 0 | 1 | 0 | 0 | X  |    |
| 12        | Svezia      | 7      | 3 | 0 | 2 | 1 | 0 | 0 | 0 | 0 | 0 | 1  |    |
| 12        | Danimarca   | 6      | 0 | 1 | 0 | 0 | 2 | 1 | 1 | 0 | 1 | 0  |    |
| Spareggio | Svezia      | 7      | 2 | 0 | 2 | 1 | 0 | 0 | 0 | 1 | 0 | 0  | 1  |
| Spareggio | Regno Unito | 6      | 0 | 2 | 0 | 0 | 1 | 1 | 1 | 0 | 0 | 1  | 0  |

Classifica
| Squadre     | G | V | P | PF | PS |
| ----------- | - | - | - | -- | -- |
| Canada      | 9 | 9 | 0 | 75 | 37 |
| Norvegia    | 9 | 7 | 2 | 64 | 43 |
| Svizzera    | 9 | 6 | 3 | 53 | 44 |
| Svezia      | 9 | 5 | 4 | 50 | 52 |
| Regno Unito | 9 | 5 | 4 | 57 | 44 |
| Germania    | 9 | 4 | 5 | 48 | 60 |
| Francia     | 9 | 3 | 6 | 37 | 63 |
| Cina        | 9 | 2 | 7 | 52 | 60 |
| Danimarca   | 9 | 2 | 7 | 45 | 63 |
| Stati Uniti | 9 | 2 | 7 | 43 | 59 |

#### Seconda fase
| Turno                | Squadre  | Finale | 1 | 2 | 3 | 4 | 5 | 6 | 7 | 8 | 9 | 10 |
| -------------------- | -------- | ------ | - | - | - | - | - | - | - | - | - | -- |
| Semifinale           | Svezia   | 3      | 0 | 0 | 1 | 0 | 0 | 0 | 0 | 1 | 1 | X  |
| Semifinale           | Canada   | 6      | 0 | 1 | 0 | 1 | 2 | 2 | 0 | 0 | 0 | X  |
| Finale per il bronzo | Svezia   | 4      | 0 | 1 | 0 | 0 | 2 | 0 | 1 | 0 | 0 | 0  |
| Finale per il bronzo | Svizzera | 5      | 1 | 0 | 0 | 1 | 0 | 1 | 0 | 0 | 0 | 2  |

### Torneo femminile
La squadra è stata composta da:
- Anette Norberg (skip)
- Eva Lund (third)
- Cathrine Lindahl (second)
- Anna Le Moine (lead)
- Kajsa Bergström (alternate)

#### Prima fase
| Sessione | Squadre     | Finale | 1 | 2 | 3 | 4 | 5 | 6 | 7 | 8 | 9 | 10 | 11 |
| -------- | ----------- | ------ | - | - | - | - | - | - | - | - | - | -- | -- |
| 1        | Danimarca   | 5      | 0 | 0 | 2 | 0 | 1 | 0 | 0 | 2 | 0 | 0  |    |
| 1        | Svezia      | 6      | 0 | 0 | 0 | 1 | 0 | 2 | 0 | 0 | 2 | 1  |    |
| 2        | Svizzera    | 7      | 0 | 2 | 0 | 1 | 0 | 1 | 0 | 1 | 0 | 2  | 0  |
| 2        | Svezia      | 8      | 1 | 0 | 1 | 0 | 2 | 0 | 2 | 0 | 1 | 0  | 1  |
| 3        | Regno Unito | 4      | 0 | 0 | 1 | 0 | 1 | 0 | 1 | 0 | 1 | 0  |    |
| 3        | Svezia      | 6      | 1 | 1 | 0 | 2 | 0 | 0 | 0 | 1 | 0 | 1  |    |
| 6        | Svezia      | 6      | 1 | 0 | 1 | 0 | 2 | 0 | 0 | 1 | 0 | 1  |    |
| 6        | Cina        | 4      | 0 | 0 | 0 | 1 | 0 | 0 | 1 | 0 | 2 | 0  |    |
| 7        | Svezia      | 1      | 0 | 0 | 0 | 0 | 0 | 1 | 0 | X | X | X  |    |
| 7        | Russia      | 10     | 0 | 1 | 3 | 1 | 2 | 0 | 3 | X | X | X  |    |
| 9        | Stati Uniti | 3      | 0 | 0 | 1 | 0 | 1 | 0 | 1 | 0 | 0 | X  |    |
| 9        | Svezia      | 9      | 1 | 0 | 0 | 2 | 0 | 3 | 0 | 0 | 3 | X  |    |
| 10       | Svezia      | 2      | 0 | 0 | 0 | 0 | 1 | 0 | 0 | 0 | 1 | X  |    |
| 10       | Canada      | 6      | 0 | 2 | 1 | 1 | 0 | 0 | 1 | 1 | 0 | X  |    |
| 11       | Giappone    | 6      | 0 | 1 | 0 | 1 | 0 | 3 | 0 | 1 | 0 | X  |    |
| 11       | Svezia      | 10     | 2 | 0 | 3 | 0 | 1 | 0 | 2 | 0 | 2 | X  |    |
| 12       | Svezia      | 8      | 2 | 0 | 3 | 0 | 2 | 0 | 1 | 0 | 0 | 0  |    |
| 12       | Germania    | 7      | 0 | 2 | 0 | 2 | 0 | 0 | 0 | 2 | 0 | 1  |    |

Classifica
| Squadre     | G | V | P | PF | PS |
| ----------- | - | - | - | -- | -- |
| Canada      | 9 | 8 | 1 | 56 | 37 |
| Svezia      | 9 | 7 | 2 | 56 | 52 |
| Cina        | 9 | 6 | 3 | 61 | 47 |
| Svizzera    | 9 | 6 | 3 | 67 | 48 |
| Danimarca   | 9 | 4 | 5 | 49 | 61 |
| Germania    | 9 | 3 | 6 | 52 | 56 |
| Regno Unito | 9 | 3 | 6 | 54 | 59 |
| Giappone    | 9 | 3 | 6 | 64 | 70 |
| Russia      | 9 | 3 | 6 | 53 | 60 |
| Stati Uniti | 9 | 2 | 7 | 43 | 65 |

#### Seconda fase
| Turno      | Squadre | Finale | 1 | 2 | 3 | 4 | 5 | 6 | 7 | 8 | 9 | 10 | 11 |
| ---------- | ------- | ------ | - | - | - | - | - | - | - | - | - | -- | -- |
| Semifinale | Cina    | 4      | 0 | 0 | 0 | 1 | 0 | 1 | 1 | 0 | 1 | X  |    |
| Semifinale | Svezia  | 9      | 1 | 1 | 1 | 0 | 3 | 0 | 0 | 3 | 0 | X  |    |
| Finale     | Canada  | 6      | 0 | 1 | 0 | 1 | 0 | 1 | 2 | 0 | 1 | 0  | 0  |
| Finale     | Svezia  | 7      | 0 | 0 | 2 | 0 | 2 | 0 | 0 | 0 | 0 | 2  | 1  |

## Freestyle
| Gara           | Atleta           | Qualificazioni | Qualificazioni | Qualificazioni | Qualificazioni | Qualificazioni | Finale | Finale | Finale | Finale | Finale    |
| Gara           | Atleta           | Curve          | Salti          | Tempo          | Totale         | Posizione      | Curve  | Salti  | Tempo  | Totale | Posizione |
| -------------- | ---------------- | -------------- | -------------- | -------------- | -------------- | -------------- | ------ | ------ | ------ | ------ | --------- |
| Gobbe maschile | Jesper Björnlund | 13,2           | 5,00           | 6,33           | 24,53          | 5              | 13,5   | 4,95   | 6,67   | 25,12  | 8         |
| Gobbe maschile | Per Spett        | 12,4           | 4,40           | 5,30           | 22,10          | 23             |        |        |        |        |           |

| Gara                | Atleta           | Qualificazioni | Qualificazioni | Ottavi | Quarti | Semifinali | Finale |  |
| ------------------- | ---------------- | -------------- | -------------- | ------ | ------ | ---------- | ------ |  |
| Ski cross maschile  | Tommy Eliasson   | 1'14"73        | 23             | 2      | 3      |            |        |  |
| Ski cross maschile  | Michael Forslund | 1'14"66        | 21             | 4      |        |            |        |  |
| Ski cross maschile  | Eric Iljans      | 1'16"34        | 32             | 2      | 4      |            |        |  |
| Ski cross maschile  | Lars Lewén       | 1'14"44        | 19             | 4      |        |            |        |  |
| Ski cross femminile | Anna Holmlund    | 1'17"15        | 1              | 1      | 2      | 4          | 6      |  |
| Ski cross femminile | Magdalena Iljans | 1'19"05        | 11             | 2      | 3      |            |        |  |

## Hockey su ghiaccio

### Torneo maschile

#### Roster
- Jonas Gustavsson
- Stefan Liv
- Henrik Lundqvist
- Tobias Enström
- Magnus Johansson
- Niklas Kronwall
- Nicklas Lidström
- Douglas Murray
- Johnny Oduya
- Henrik Tallinder
- Mattias Öhlund
- Daniel Alfredsson
- Nicklas Bäckström
- Loui Eriksson
- Peter Forsberg
- Johan Franzén
- Patric Hörnqvist
- Fredrik Modin
- Samuel Påhlsson
- Daniel Sedin
- Henrik Sedin
- Mattias Weinhandl
- Henrik Zetterberg

#### Prima fase
| Vancouver 17 febbraio 2010, ore 16:30 UTC-8 | Svezia | 2 – 0 (0-0, 2-0, 0-0) referto | Germania | Canada Hockey Place |

| Vancouver 19 febbraio 2010, ore 12:00 UTC-8 | Bielorussia | 2 – 4 (0-2, 1-1, 1-1) referto | Svezia | Canada Hockey Place |

| Vancouver 21 febbraio 2010, ore 21:00 UTC-8 | Svezia | 3 – 0 (1-0, 2-0, 0-0) referto | Finlandia | Canada Hockey Place |

Classifica
| Squadre     | Punti | PG | V | VOT | POT | P | GF | GS | DG |
| ----------- | ----- | -- | - | --- | --- | - | -- | -- | -- |
| Svezia      | 9     | 3  | 3 | 0   | 0   | 0 | 9  | 2  | +7 |
| Finlandia   | 6     | 3  | 2 | 0   | 0   | 1 | 10 | 4  | +6 |
| Bielorussia | 3     | 3  | 1 | 0   | 0   | 2 | 8  | 12 | -4 |
| Germania    | 0     | 3  | 0 | 0   | 0   | 3 | 3  | 12 | -9 |

#### Fase ad eliminazione diretta
Quarti di finale
| Vancouver 24 febbraio 2010, ore 21:00 UTC-8 | Svezia | 3 – 4 (0-0, 2-3, 1-1) referto | Slovacchia | Canada Hockey Place |

### Torneo femminile

#### Roster
- Sara Grahn
- Valentina Lizana
- Kim Martin
- Emilia Andersson
- Gunilla Andersson
- Jenni Asserholt
- Emma Eliasson
- Frida Nevalainen
- Emma Nordin
- Tina Enström
- Elin Holmlöv
- Erika Holst
- Isabelle Jordansson
- Klara Myrén
- Cecilia Östberg
- Maria Rooth
- Danijela Rundqvist
- Frida Svedin-Thunström
- Katarina Timglas
- Erica Udén-Johansson
- Pernilla Winberg

#### Prima fase
| Vancouver 13 febbraio 2010, ore 12:00 UTC-8 | Svezia | 3 – 0 (1-0, 1-0, 1-0) referto | Svizzera | UBC Winter Sports Centre (5.222 spett.) |

| Vancouver 15 febbraio 2010, ore 19:00 UTC-8 | Svezia | 6 – 2 (3-2, 2-0, 1-0) referto | Slovacchia | UBC Winter Sports Centre (5.323 spett.) |

| Vancouver 17 febbraio 2010, ore 14:30 UTC-8 | Canada | 13 – 1 (5-0, 7-0, 1-1) referto | Svezia | UBC Winter Sports Centre (5.483 spett.) |

Classifica
| Squadre    | Punti | PG | V | VOT | POT | P | GF | GS | DG  |
| ---------- | ----- | -- | - | --- | --- | - | -- | -- | --- |
| Canada     | 9     | 3  | 3 | 0   | 0   | 0 | 41 | 2  | +39 |
| Svezia     | 6     | 3  | 2 | 0   | 0   | 1 | 10 | 15 | -5  |
| Svizzera   | 3     | 3  | 1 | 0   | 0   | 2 | 6  | 15 | -9  |
| Slovacchia | 0     | 3  | 0 | 0   | 0   | 3 | 4  | 29 | -25 |

#### Fase ad eliminazione diretta
Semifinale
| Vancouver 22 febbraio 2010, ore 12:00 UTC-8 | Stati Uniti | 9 – 1 (2-0, 3-1, 4-0) referto | Svezia | Canada Hockey Place |

Finale per il bronzo
| Vancouver 25 febbraio 2010, ore 11:00 UTC-8 | Svezia | 2 – 3 TS (0-0, 1-2, 1-0, 0-1) referto | Finlandia | Canada Hockey Place |

## Pattinaggio di figura
| Gara                 | Atleta             | Breve | Breve | Libero | Libero | Totale | Totale |
| Gara                 | Atleta             | Punti | Pos.  | Punti  | Pos.   | Punti  | Pos.   |
| -------------------- | ------------------ | ----- | ----- | ------ | ------ | ------ | ------ |
| Individuale maschile | Adrian Schultheiss | 63,13 | 22    | 137,31 | 13     | 200,44 | 15     |

## Pattinaggio di velocità
| Atleta | Gara           | Tempo   | Posizione |
| ------ | -------------- | ------- | --------- |
| 1500 m | Joel Eriksson  | 1'49"08 | 24        |
| 1500 m | Daniel Friberg | 1'49"13 | 25        |
| 1500 m | Johan Röjler   | 1'49"50 | 28        |
| 5000 m | Johan Röjler   | 6'35"88 | 21        |

## Sci alpino
| Gara           | Atleta         | 1° manche   | 2° manche    | Tempo totale | Posizione  |
| -------------- | -------------- | ----------- | ------------ | ------------ | ---------- |
| Slalom         | Axel Bäck      | 50"25       | squalificato |              |            |
| Slalom         | Jens Byggmark  | 50"50       | 52"03        | 1'42"53      | 22         |
| Slalom         | Mattias Hargin | 49"27       | 51"98        | 1'41"25      | 14         |
| Slalom         | André Myhrer   | 49"03       | 50"73        | 1'39"76      |            |
| Gigante        | Markus Larsson | 1'19"46     | 1'21"97      | 2'41"43      | 27         |
| Gigante        | André Myhrer   | 1'24"37     | non finito   |              |            |
| Gigante        | Hans Olsson    | non partito |              |              |            |
| Super-g        | Patrik Järbyn  | non finito  | non finito   | non finito   | non finito |
| Super-g        | Hans Olsson    | non finito  | non finito   | non finito   | non finito |
| Discesa        | Patrik Järbyn  | 1'56"58     | 1'56"58      | 1'56"58      | 29         |
| Discesa        | Markus Larsson | 1'58"82     | 1'58"82      | 1'58"82      | 43         |
| Hans Olsson    | 1'55"19        | 1'55"19     | 1'55"19      | 12           |            |
| Supercombinata | Markus Larsson | 1'56"51     | 51"79        | 2'48"30      | 16         |
| Supercombinata | Hans Olsson    | 1'53"83     | non finito   |              |            |

| Gara           | Atleta                  | 1° manche  | 2° manche  | Tempo totale | Posizione  |
| -------------- | ----------------------- | ---------- | ---------- | ------------ | ---------- |
| Slalom         | Therese Borssén         | 52"97      | 53"74      | 1'46"71      | 21         |
| Slalom         | Frida Hansdotter        | 52"50      | 53"17      | 1'45"67      | 15         |
| Slalom         | Maria Pietilä Holmner   | 51"64      | 52"58      | 1'44"22      | 4          |
| Slalom         | Anja Pärson             | 52"93      | non finito |              |            |
| Gigante        | Maria Pietilä Holmner   | 1'16"28    | 1'13"35    | 2'29"63      | 24         |
| Gigante        | Kajsa Kling             | 1'17"49    | 1'12"44    | 2'29"93      | 26         |
| Gigante        | Jessica Lindell Vikarby | 1'18"34    | 1'14"37    | 2'32"71      | 31         |
| Gigante        | Anja Pärson             | 1'16"01    | 1'12"89    | 2'28"90      | 22         |
| Super-g        | Jessica Lindell Vikarby | 1'24"83    | 1'24"83    | 1'24"83      | 26         |
| Super-g        | Anja Pärson             | 1'21"98    | 1'21"98    | 1'21"98      | 11         |
| Discesa        | Jessica Lindell Vikarby | 1'53"76    | 1'53"76    | 1'53"76      | 30         |
| Discesa        | Anja Pärson             | non finito | non finito | non finito   | non finito |
| Supercombinata | Jessica Lindell Vikarby | 1'26"47    | 47"69      | 2'14"16      | 22         |
| Supercombinata | Anja Pärson             | 1'25"57    | 44"62      | 2'10"19      |            |

## Sci di fondo
| Gara                        | Atleta                                                          | Tempo d'arrivo | Posizione |
| --------------------------- | --------------------------------------------------------------- | -------------- | --------- |
| 15 km a tecnica libera      | Marcus Hellner                                                  | 34'13"5        | 4         |
| 15 km a tecnica libera      | Johan Olsson                                                    | 34'39"3        | 11        |
| 15 km a tecnica libera      | Daniel Richardsson                                              | 34'58"7        | 22        |
| 15 km a tecnica libera      | Anders Södergren                                                | 35'01"2        | 25        |
| 30 km inseguimento          | Marcus Hellner                                                  | 1h 15'11"4     |           |
| 30 km inseguimento          | Johan Olsson                                                    | 1h 15'14"2     |           |
| 30 km inseguimento          | Daniel Richardsson                                              | 1h 17'34"0     | 23        |
| 30 km inseguimento          | Anders Södergren                                                | 1h 15'47"0     | 10        |
| 50 km con partenza in linea | Marcus Hellner                                                  | 2h 07'03"2     | 22        |
| 50 km con partenza in linea | Johan Olsson                                                    | 2h 05'36"5     |           |
| 50 km con partenza in linea | Daniel Richardsson                                              | 2h 05'45"2     | 7         |
| 50 km con partenza in linea | Anders Södergren                                                | 2h05'47"1      | 9         |
| Staffetta 4x10 km           | Daniel Richardsson Johan Olsson Anders Södergren Marcus Hellner | 1h 45'05"4     |           |

| Gara              | Atleta                         | Qualificazioni | Qualificazioni | Quarti di finale | Quarti di finale | Semifinali | Semifinali | Finale | Finale    |
| Gara              | Atleta                         | Tempo          | Pos.           | Tempo            | Pos.             | Tempo      | Pos.       | Tempo  | Posizione |
| ----------------- | ------------------------------ | -------------- | -------------- | ---------------- | ---------------- | ---------- | ---------- | ------ | --------- |
| Individuale       | Emil Jönsson                   | 3'36"01        | 2              | 3'41"8           | 1                | 3'37"4     | 3          |        |           |
| Individuale       | Björn Lind                     | 3'38"62        | 14             | 3'37"6           | 4                |            |            |        |           |
| Individuale       | Jesper Modin                   | 3'38"53        | 13             | 3'39"1           | 4                |            |            |        |           |
| Individuale       | Teodor Peterson                | 3'39"08        | 18             | 3'38",3          | 2                | 3'43",8    | 6          |        |           |
| Sprint di squadra | Marcus Hellner Teodor Peterson |                |                |                  |                  | 19'06"5    | 8          |        |           |

| Gara                        | Atleta                                                          | Tempo d'arrivo | Posizione  |
| --------------------------- | --------------------------------------------------------------- | -------------- | ---------- |
| 10 km a tecnica libera      | Anna Haag                                                       | 25'19"3        | 4          |
| 10 km a tecnica libera      | Britta Johansson Norgren                                        | 26'48"1        | 29         |
| 10 km a tecnica libera      | Charlotte Kalla                                                 | 24'58"4        |            |
| 10 km a tecnica libera      | Anna Olsson                                                     | 26'23"1        | 24         |
| 15 km inseguimento          | Anna Haag                                                       | 40'07"0        |            |
| 15 km inseguimento          | Britta Johansson Norgren                                        | 45'25"7        | 53         |
| 15 km inseguimento          | Ida Ingemarsdotter                                              | 44'16"5        | 42         |
| 15 km inseguimento          | Charlotte Kalla                                                 | 41'18"5        | 8          |
| 30 km con partenza in linea | Ida Ingemarsdotter                                              | non finito     | non finito |
| 30 km con partenza in linea | Charlotte Kalla                                                 | 1h 31'57"6     | 6          |
| 30 km con partenza in linea | Anna Olsson                                                     | 1h 33'00"3     | 9          |
| Staffetta 4x5 km            | Anna Olsson Magdalena Pajala Charlotte Kalla Ida Ingemarsdotter | 56'18"9        | 5          |

| Gara              | Atleta                    | Qualificazioni | Qualificazioni | Quarti di finale | Quarti di finale | Semifinali | Semifinali | Finale  | Finale    |
| Gara              | Atleta                    | Tempo          | Pos.           | Tempo            | Pos.             | Tempo      | Pos.       | Tempo   | Posizione |
| ----------------- | ------------------------- | -------------- | -------------- | ---------------- | ---------------- | ---------- | ---------- | ------- | --------- |
| Individuale       | Hanna Falk                | 3'49"94        | 27             | 4'22"5           | 6                |            |            |         |           |
| Individuale       | Ida Ingemarsdotter        | 3'49"11        | 25             | 3'40"0           | 3                |            |            |         |           |
| Individuale       | Anna Olsson               | 3'41"95        | 3              | 3'36"5           | 1                | 3'38"7     | 2          | 3'41"7  | 4         |
| Individuale       | Magdalena Pajala          | 3'45"50        | 13             | 3'37"7           | 2                | 3'45"0     | 5          |         |           |
| Sprint di squadra | Charlotte Kalla Anna Haag |                |                |                  |                  | 18'35"9    | 1          | 18'04"3 |           |

## Snowboard
| Gara                       | Atleta         | Qualificazioni | Qualificazioni | Ottavi      | Ottavi | Quarti | Quarti | Semifinale | Semifinale | Finale | Finale |
| -------------------------- | -------------- | -------------- | -------------- | ----------- | ------ | ------ | ------ | ---------- | ---------- | ------ | ------ |
| Gigante parallelo maschile | Daniel Biveson | 1'17"86        | 8              | D. Biveson  | +0"36  |        |        |            |            |        |        |
| Gigante parallelo maschile | Daniel Biveson | 1'17"86        | 8              | M. Bozzetto |        |        |        |            |            |        |        |